# Глебовское сельское поселение (Орловская область)
Глебовское се́льское поселе́ние — муниципальное образование в Новодеревеньковском районе Орловской области Российской Федерации.
Административный центр — село Глебово.

## История
Статус и границы сельского поселения установлены Законом Орловской области от 12 мая 2004 года № 401-ОЗ «О статусе, границах и административных центрах муниципальных образований на территории Новодеревеньковского района Орловской области»

## Население
| 2010 | 2012 | 2013 | 2014 | 2015 | 2016 | 2017 |
| ---- | ---- | ---- | ---- | ---- | ---- | ---- |
| 564  | ↘539 | ↘538 | ↘518 | ↘505 | ↘472 | ↘464 |
| 2018 | 2019 | 2020 | 2021 | 2023 |      |      |
| ↘443 | ↘427 | ↘408 | ↗506 | ↘478 |      |      |

## Состав сельского поселения
| № | Населённый пункт | Тип населённого пункта       | Население |
| - | ---------------- | ---------------------------- | --------- |
| 1 | Быковка          | деревня                      | 1         |
| 2 | Глебово          | село, административный центр | ↘71       |
| 3 | Дарище           | село                         | 39        |
| 4 | Кологривово      | село                         | ↘152      |
| 5 | Красная Поляна   | деревня                      | 0         |
| 6 | Красный Октябрь  | село                         | ↘300      |